# Francesco Magnelli
Francesco Magnelli (Firenze, 3 aprile 1962) è un pianista, compositore e arrangiatore italiano.
Durante la sua carriera ha suonato, fra gli altri, con Litfiba, CSI e CCCP.

## Biografia
Inizia a collaborare con i Litfiba nel 1984, contribuisce con Gianni Maroccolo agli arrangiamenti di 17 re, inoltre partecipa alle registrazioni del successivo album Litfiba 3 e prende parte alla relativa tournée in qualità di tastierista aggiunto.
Parallelamente all'attività con i Litfiba, nel periodo tra gli anni ottanta e novanta, ha fondato con Gianni Maroccolo e Antonio Aiazzi il gruppo dei Beau Geste, dedito in particolare alla composizione di colonne sonore per spettacoli teatrali, pubblicando due dischi per la Materiali Sonori.
Con la prima scissione dei Litfiba e la fuoriuscita di Maroccolo dalla band, il sodalizio con il bassista si rafforza e i due musicisti vengono chiamati dai CCCP Fedeli alla linea per curare gli arrangiamenti e per suonare nelle registrazioni del disco Epica Etica Etnica Pathos. Ma appena pubblicato il disco anche la band emiliana si scioglie.
Nel 1991 produce per i Dharma, band della scena rock grunge fiorentina, l'omonimo album pubblicato dalla BMG Ariola. L'anno successivo attiva una collaborazione con Gianni Maroccolo e il tecnico del suono Marzio Benelli dello Studio Emme, fondando il centro di produzione Sonica. Vengono scoperte e lanciate band come Settore Out, Joecool e Marlene Kuntz e prodotti i loro primi dischi. Sempre nel 1992 il direttore artistico del Museo D'Arte Moderna di Prato, organizza una serata in cui gli ex CCCP, insieme agli ex Litfiba propongono dal vivo tutte le canzoni dell'ultimo album realizzato insieme e mai suonate in concerto. Lo spettacolo diventa la scusa per tornare on stage tutti insieme e sarà la scintilla che porterà alla nascita del Consorzio Suonatori Indipendenti. Infatti dopo la serata di Prato, racchiusa nell'album live Maciste contro tutti pubblicato nel '93, la band decide di proseguire insieme per una tournée nei primi mesi dello stesso anno. Nel 1994 viene pubblicato il loro primo album in studio Ko de mondo, registrato nel manoir "Le Prajou" a Finistère, in Bretagna.
Nel frattempo la casa di produzione Sonica, si unisce a I Dischi Del Mulo fondata da Giovanni Lindo Ferretti e Massimo Zamboni, per dare vita al Consorzio Produttori Indipendenti.
Nel 1996 viene pubblicato il secondo album in studio Linea Gotica, che contiene ovvi riferimenti alla Resistenza italiana durante la Seconda guerra mondiale e alla guerra nei Balcani di quegli anni. L'anno successivo i CSI curano la colonna sonora del film Tutti giù per terra di Davide Ferrario al quale partecipano con un cameo.
Nel settembre del '97 vede la luce l'album di maggior successo del gruppo. Infatti Tabula Rasa Elettrificata arriva a sorpresa primo in classifica, mettendo così in crisi l'idea di "gruppo alternativo". Da lì a poco Zamboni lascerà la band e con la pubblicazione delle raccolte Noi non ci saremo Vol. 1 e Vol. 2 l'esperienza C.S.I. si chiude.
Dopo il matrimonio tra Magnelli e Ginevra Di Marco, celebrato con rito civile il 1º luglio 2000 nella casa comunale di Montespertoli, dalle ceneri dei C.S.I. nascono nel 2001 i P.G.R., band formata dai componenti superstiti al progetto precedente. Ma dopo aver pubblicato il primo disco omonimo, nel 2004, assieme a Ginevra, Magnelli lascia i PGR per seguire la carriera solista della moglie.
Nel maggio 2014, in occasione del trentennale della pubblicazione della colonna sonora di Eneide di Krypton, torna a collaborare con i Beau Geste per rimettere in scena la vecchia pièce teatrale riveduta e corretta in sei serate dal vivo al Teatro Studio di Scandicci.
Il progetto, che vede anche la composizione di un nuovo "canto" e la pubblicazione delle registrazioni delle serate, viene interamente finanziato attraverso un crowdfunding online sulla piattaforma Musicraiser.
Francesco Magnelli e Ginevra Di Marco hanno tre figli: Jacopo, Viola, Alice.

### Stazioni Lunari
Magnelli è ideatore e direttore artistico di Stazioni Lunari, spettacolo musicale itinerante al quale prendono parte ogni volta autori e musicisti sempre diversi, che interagiscono tra di loro in una fusione musicale che travalica stili e generi. La musica proposta proviene in parte dal repertorio di ogni artista e in parte da brani della tradizione della musica popolare di varie parti del mondo. Unico ospite fisso del progetto è Ginevra Di Marco, mentre tra gli altri artisti che hanno preso parte a Stazioni Lunari si ricordano: Cisco, Cristiano Godano, Simone Cristicchi, Giovanni Lindo Ferretti, Teresa De Sio, Piero Pelù, Morgan, Paola Turci, Brunori Sas, Carmen Consoli e Max Gazzè.

## Discografia
Da solista 
- 1996 - Francesco Magnelli & Gianni Maroccolo – Escoriandoli (Colonna Sonora) (CPI)

 Con i Litfiba 
- 1983 - Luna/La preda
- 1986 - 17 re
- 1988 - Litfiba 3
- 1989 - Pirata
- 2010 - Stato libero di Litfiba

 Con i CCCP Fedeli alla linea 
- 1990 - Epica Etica Etnica Pathos

 Con i Consorzio Suonatori Indipendenti 
- 1993 - Maciste contro tutti
- 1994 - Ko de mondo
- 1994 - In quiete
- 1996 - Linea Gotica
- 1997 - Tabula Rasa Elettrificata
- 1998 - La terra, la guerra, una questione privata
- 2001 - Noi non ci saremo Vol. 1
- 2002 - Noi non ci saremo Vol. 2

 Con i Per Grazia Ricevuta 
- 2002 - Per Grazia Ricevuta
- 2003 - Montesole 29 giugno 2001

 Con i Beau Geste 
Beau Geste:
- 1990 - Chaka (Materiali sonori) con gli Africa X
- 1991 - Per il teatro (Materiali sonori)
- 1997 - Il tetto del mondo (CPI)
- 2014 - Eneide, Un Nuovo Canto  (Tannen Records)

 Con Ginevra Di Marco 
- 1999 - Trama tenue
- 2001 - Concerto n°1 - Smodato Temperante
- 2005 - Disincanto
- 2006 - Stazioni Lunari prende terra a Puerto Libre
- 2009 - Donna Ginevra
- 2011 - Canti, richiami d'amore
- 2013 - Stelle, dal vivo (live)
- 2017 - La Rubia canta la Negra
- 2019 - Ginevra Di Marco & Cristina Donà

 Collaborazioni 
Moda
- 1988 - Canto Pagano
- 1989 - Senza Rumore

Timoria
- 1990 - Colori che esplodono

Cisco
- 2006 - La lunga notte
- 2008 - Il mulo
- 2009 - Dal vivo - Volume uno

Giorgio Canali
- 2002 - Rossofuoco

## Premi e riconoscimenti
- Ciak d'oro
  - 1997 - Migliore colonna sonora per Tutti giù per terra[4]